# Bill Goodwin (Countrymusiker)

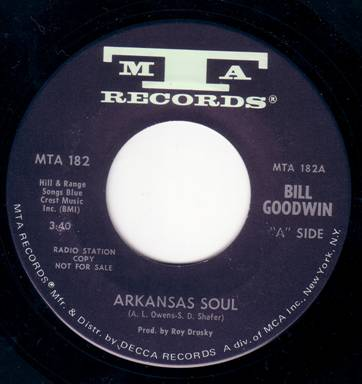
Arkansas Soul, 1970

Bill Goodwin (* 1930 in Cumberland City, Tennessee) ist ein US-amerikanischer Country- und Rockabilly-Musiker.
Goodwin startete im Mai 1958 seine Karriere bei Starday Records. Goodwins erste Singles erschienen über Stardays „Package Deal“. Mit dem Teenage Blues erschien 1958 zwar wieder eine Platte in der PD-Serie, diesmal aber auf dem Starday-Label. Im Dezember folgte die Single Your Lying Ways / Will You Still Love Me bei Dixie Records. 1962 meldete sich Goodwin mit Revenuer Man bei Band Box zurück.
In den 1960er-Jahren widmete sich Goodwin der Country-Musik. Er bekam Ende der 1960er-Jahre einen Plattenvertrag bei MTA Records, wo seine Sessions nun von Songwriter und Country-Star Roy Drusky produziert wurden. Zudem besaß Goodwin mit Jim Jenkins einen Club in Tucson.

## Diskographie
| Jahr | Titel                                                            | Label #        |
| ---- | ---------------------------------------------------------------- | -------------- |
| 1957 | So Wrong / I’ll Stand the Line                                   | Mystic 45-679  |
| 1958 | Angel in Disguise / It Don’t Coast a Dime to Dream               | Mystic 45-689  |
| 1958 | Teenage Blues / Secong In Your Heart                             | Starday 45-710 |
| 1958 | Your Lying Ways / Will You Still Love Me                         | Dixie 2014     |
| 1962 | Revenuer Man / Too Many Heartaches Already                       | Band Box 287   |
| 1962 | These Same Old Heartaches / Pardon My Tears                      | Band Box 293   |
| 1962 | Heartaches / Don’t Take My World Away                            | Band Box 309   |
| 1962 | You Did This to Me / Make It Easy on My Heart                    | Band Box 323   |
| 1962 | Life’s Not Worth Living / I’ve Had My Chance                     | Band Box 330   |
| 1963 | Shoes of a Fool / It Keeps Right on a Hurtin’                    | Vee Jay 501    |
| 1963 | I Won’t Wait Up Tonight / The Stand In                           | Vee Jay 564    |
| 1964 | House at 103 / The Saddes Eyes                                   | Vee Jay 502    |
| 1965 | Dead Among the Living / My Baby Don’t Live Here Anymore          | Chart 1175     |
| 1965 | Trouble in Heaven / You Did These Things to Me                   | Chart 1215     |
| 1967 | Johnny Fast / The Man She’s Waiting For                          | MTA 124        |
| 1967 | I’m the Most Successful Failure / Darlings Number 1, 2, 3 and Me | MTA 133        |
| 1968 | Country Love-In / Darlings Number 1, 2, 3 and Me                 | MTA 143        |
| 1968 | Country Love-In / Top Dog                                        | MTA 144        |
| 1969 | Empty Sunday Sundown Trail / Shoes of a Fool                     | MTA 163        |
| 1970 | Arkansas Soul / Shoes of a Fool                                  | MTA 182        |